# Tomperinsaari
Tomperinsaari är en ö i Finland. Den ligger i vattendraget Ivalojoki och i kommunen Enare  i den ekonomiska regionen Norra Lappland och landskapet Lappland, i den norra delen av landet, 900 km norr om huvudstaden Helsingfors. Öns area är 9,2 hektar och dess största längd är 0,7 kilometer i sydöst-nordvästlig riktning.